# Žena v ringu (Simpsonovi)
Žena v ringu (v anglickém originále The Great Wife Hope) je 3. díl 21. řady (celkem 444.) amerického animovaného seriálu Simpsonovi. Scénář napsala Carolyn Omineová a díl režíroval Matthew Faughnan. V USA měl premiéru dne 11. října 2009 na stanici Fox Broadcasting Company a v Česku byl poprvé vysílán 16. září 2010 na stanici Prima Cool.

## Děj
Muži ve Springfieldu jsou posedlí novou brutální sérií soutěží ve smíšených bojových uměních. Děti brzy začnou bojovat v malých vlastních zápasech MMA na hřišti Springfieldské základní školy. Zatímco Bart a Nelson bojují v jednom zápase, Marge je vidí a je znechucena násilnou povahou celého sportu. Spolu se skupinou znepokojených žen začne proti tomuto sportu protestovat před stadionem MMA. Marge se rozhodne vystoupit na pódium před začátkem zápasu a požaduje, aby všichni s tímto sportem úplně přestali. Chett Englebrit, tvůrce tohoto sportu, s Marge souhlasí, ale pouze v případě, že s ním bude moci bojovat a vyhrát. 
Marge začne na zápas trénovat, cvičí rytmickou gymnastiku. Rodina se však domnívá, že její metody nejsou pro tento extrémní úkol vhodné, a sežene jí odbornou pomoc. Učí se boxovat od Dredericka Tatuma, zápasit od bývalého zápasníka Yalea pana Burnse, jujitsu a judo od Akiry a šikanovat od Jimba, Dolpha a Kearneyho. Nyní je plně vycvičena, vstoupí do ringu s Englebritem a je okamžitě sražena k zemi. Bart vběhne do ringu, aby svou matku bránil, ale Englebrit ho důkladně zmlátí. Marge je toho svědkem, efektivně porazí Englebrita a vyhraje jejich sázku. Marge stáhne z ringu mikrofon a začne pronášet projev, protože po objevení své vlastní temné stránky změnila názor na zánik násilného sportu. Uvědomí si však, že všichni už opustili budovu, aby sledovali opileckou rvačku na parkovišti. 
Když Marge a Homer odejdou, aby si užili sex inspirovaný MMA, Bart a Líza vstoupí do prázdného ringu a rozhodnou se vyřešit svůj celoživotní sourozenecký spor na místě. Jakmile se k sobě přiblíží, aby si dali ránu, začnou titulky, ale scéna se rychle vrátí a ukazuje Lízu, jak snadno sráží Barta k zemi.

## Produkce a kulturní odkazy
Scénář k dílu napsala Carolyn Omineová a režíroval jej Matthew Faughnan. Autoři Simpsonových měli velké znalosti a uznání pro smíšená bojová umění a do epizody zahrnuli několik odkazů a témat tohoto sportu. Bývalý šampion Ultimate Fighter Chuck Liddell hostoval v roli sebe sama a podepisoval fotografie fanouškům, včetně Barta, za cenu 25 dolarů. Liddell poznamenal, že být hostující hvězdou bylo „velmi cool“ a že natáčení bylo „snadné“.
Epizoda je satirou na bojový sport smíšených bojových umění, v průběhu epizody postavy předvádějí několik bojových pohybů a pozic. Například Bart na dětském hřišti, když se oba perou, nasadí Nelsonovi triangle choke, zatímco Marge sundá Englebrita létajícím armbarem. Marge na začátku epizody vysvětluje, že se o novém kreativním sportu zvaném „Crazy Bowling“ dozvěděla tak, že do vyhledávače Google zadala dotaz, jak se holky baví, poté, co ignorovala několik tisíc stránek porna. Také H. R. Pufnstuf je parodován jako HufnStuf na ledě, protože Englebritova asistentka tvrdí, že druhý den bude Hufnstuf na ledě potřebovat prostor.
Marge tvrdí, že slovo Ultimate všechno zhoršuje, ačkoli Otto Mann protestuje, že se to netýká populárního sportu Ultimate Frisbee. Englebrit nese podobné rysy jako profesionální wrestlingový promotér Vince McMahon. Marge se zpočátku snaží na zápas trénovat rytmickou gymnastikou a trénuje box s postavou jménem Dredrick Tatum, který je parodií na známého boxera Mikea Tysona.

## Přijetí
Díl se ve Spojených státech původně vysílal 11. října 2009 na stanici Fox a v tomto prvním vysílání získal rating 4,3/7 podle agentury Nielsen a celkem jej sledovalo 7,5 milionu diváků v demografické skupině 18–49 let.
Epizoda získala vesměs pozitivní hodnocení od televizních kritiků. Reportér serveru IGN Robert Canning udělil epizodě hodnocení 7,7 z 10 a poznamenal, že „to, co mě na Ženě v ringu opravdu bavilo, byly okrajové vsuvky, postavy a vtipy mimo hlavní dějovou linii. Bylo jich hodně a byly vtipné“.
Emily VanDerWerffová z The A.V. Clubu, která epizodě udělila hodnocení B, napsala, že měla „několik zábavných odboček po cestě“. Pozitivně přirovnala Ženu v ringu k epizodě Za všechno může televize z druhé řady a napsala, že Margina snaha zničit sport MMA je paralelou k její snaze stáhnout z vysílání Itchyho a Scratchyho kvůli jejímu silnému kreslenému násilí v posledně jmenované epizodě. Zaměstnanci webu MMAjunkie uvedli, že epizoda je známkou toho, že MMA „skutečně prorazilo“ a fanoušci tohoto sportu mohou ocenit znalosti scenáristy o tomto tématu.
Negativnější recenzi napsal Jason Hughes z TV Squad, který poznamenal, že několik vtipů v epizodě nefungovalo, například odhalení, že Šáša Krusty už několik let spí s manželkou Mela, i když většinu ostatních vtipů si užil a ocenil vývoj postavy Nelsona.
Dana White, prezident organizace Ultimate Fighting Championship (UFC), novinářům řekl, že se mu epizoda nelíbila. Dodal: „Lidé se mi vždycky snaží namluvit, že jsme mainstream. (…) Viděli jste ten díl Simpsonových? Chuck Liddell se někomu podepisuje a on říká: ‚To bude 45 dolarů, prosím.‘. Tenhle sport takový vůbec není. Pak se promotér seriálu utká v oktagonu s Marge Simpsonovou, dá jí pěstí do obličeje a pak řekne: ‚Jsi jediná žena, kterou jsem kdy praštil a kterou jsem nemiloval.‘. Takhle se na nás dívá mainstream a takhle o nás přemýšlí, a já to vím.“.
Závěrečná scéna epizody, v níž se Bart a Líza perou v aréně, získala od recenzentů převážně kladné ohlasy. Canning napsal, že to byl „klasický moment pro seriál. (…) Skoro to vypadalo jako moment, který by mohl uzavřít seriál.“ Hughes poznamenal, že to byl „nejlepší moment večera“, protože „by to byl typický konec“, kdyby se nepřidal zvrat před titulky. Melissa a Randall Bakerovi z časopisu TV Guide uvedli, že scéna byla momentem „dívčí síly“, protože Líza snadno knokautuje Barta jednou ranou.